# Lycomedes hirtipes
Lycomedes hirtipes är en skalbaggsart som beskrevs av Gilbert John Arrow 1902. Lycomedes hirtipes ingår i släktet Lycomedes och familjen Dynastidae. Inga underarter finns listade i Catalogue of Life.